# 最恩寺
最恩寺（さいおんじ）は、山梨県南部町福士にある臨済宗妙心寺派の寺院。古くは天台宗。山号は福士山。本尊は釈迦如来。

## 立地と地理的・歴史的景観
所在する南部町福士は山梨県南部の河内地方の、さらに最南部に位置し、静岡県（駿河国）との県境（甲駿国境）に近い。一帯は山間部で、河内地方を南北に流れる富士川支流の福士川流域の平坦部に立地する。
最恩寺の東には富士川が流れ、中世・近世には甲斐・駿河間を結ぶ駿州往還（河内路）が通過する。
平安時代後期に河内領は甲斐源氏の一族である南部氏が領していたが、南部氏の一族は東北地方の陸奥国へ移住した。その後、戦国時代に河内領は甲斐守護・武田氏の一族である穴山氏が入部し有力国衆となる。一方河内南部では残留した河内南部氏の一族が抵抗したという。河内南部氏は穴山氏と抗争し、やがて河内南部氏は駆逐され穴山氏による河内領支配が完成する。
戦国期に甲斐は守護武田氏と有力国衆、他国勢力が関係した複雑な乱国状態となる。穴山氏は駿河今川氏に従属し、戦国大名となった武田氏と抗争していたが、やがて従属して家臣となる。穴山氏は武田・今川間の和睦を仲介し、現在の南部町内船の穴山氏館（旧南部氏館）を本拠とした。後に身延町下山の下山館に本拠を移転する。
こうした歴史的経緯のなかで最恩寺近辺には穴山氏に関わる史跡が数多く分布し、福士の真篠砦や甲駿国境の万沢口口留番所、穴山家臣の館跡などが分布する。穴山氏館は最恩寺から北方に位置する。

## 由緒
『甲斐国社記・寺記』によれば1868年（慶応4年）に由緒書を提出しており、福士村で唯一の寺院であったという。確実な記録による創建年代は不詳であるが、寺伝では平安時代中期の長久年間の創建を伝え、当初は天台宗寺院であったという。
二階堂には行基作の阿弥陀三尊像が安置されていたとする伝承をもち、室町時代の応永年間に立翁が臨済宗寺院として再興されたという。永禄11年（1568年）の駿河今川領国への侵攻では武田信玄が参詣し。寺領を寄進したといわれる。
武田氏が大檀那であるかは不明だが、河内領主の穴山氏の保護を受け、穴山信君・勝千代（信治）期の禁制や棟別諸役免除の文書が残されている。
穴山氏は信君が天正10年（1582年）6月2日の本能寺の変に際して上方で横死し、続き徳川家康の庇護のもと当主となった勝千代も元服後の天正15年（1588年）に病死し断絶しており、勝千代の母見性院は当寺を勝千代の菩提寺としている。

## 文化財
- 仏殿（重要文化財）
中世の関東禅宗様式の特徴を残すもので、東国の禅宗様式の遺構として最古級のものの一つ。同様の建築は県内の清白寺（山梨市）や東光寺（甲府市）などにも残る。この仏殿の建立年代は明確ではないものの、根太の床が土間から床張りとなる過渡期の手法を示し、室町時代前期の応永年間（1394年－1427年）頃と考えられ、花頭窓、弓欄間等もオリジナルが残されている[1][2]。
- 絹本着色穴山勝千代画像（県指定文化財）

穴山氏の当主勝千代の肖像。勝千代は信君（梅雪）の子で、梅雪が天正10年（1582年）6月2日の本能寺の変の混乱に際して上方で横死したため、幼くして当主となる。勝千代は当主となった時点でまだ元服前であり、さらに甲斐・信濃の武田遺領を巡る天正壬午の乱が発生したため、穴山家臣は徳川家康に庇護される。勝千代は天正15年（1588年）に元服するが、同年6月7日に疱瘡のため16歳で死去した。
勝千代の肖像は天正19年（1591年）のもので、寸法は縦90.5センチメートル、横49.5センチメートル。桂岩徳芳による賛文がある。本像は勝千代の死を哀れんだ生母の見姓院が制作したもので、折烏帽子をかぶる元服を終えた少年の姿として描かれている。小袖の右側には穴山氏の家紋である三盛花菱が描かれている。

## 交通アクセス
- JR身延線井出駅よりタクシーで約10分